# Мини, Джордж
Уильям Джордж Мини (англ. William George Meany; 16 августа 1894, Нью-Йорк, Нью-Йорк, США — 10 января 1980, Вашингтон, округ Колумбия, США) — американский профсоюзный и политический деятель, президент АФТ—КПП (1955—1979). Лидер консервативно-реформистского антикоммунистического крыла профсоюзов США. Именовался «символом железной воли американского рабочего движения большей части XX века».

## Происхождение
Родился в гарлемской католической семье выходцев из Ирландии. Майкл Мини — отец Джорджа Мини — был водопроводчиком и профсоюзным активистом. Водопроводчиком стал и Джордж Мини. Самостоятельно зарабатывал на жизнь с 16-летнего возраста. Состоял в профсоюзной организации учеников и подмастерьев.
После скоропостижной смерти отца и ухода старшего брата в армию 22-летний Джордж стал фактическим главой семьи. Пополнял заработки профессиональной игрой в бейсбол. В 1919 женился на работнице-швее и профсоюзной активистке Эугении Макмэхон. В браке имел трёх дочерей.

## Профсоюзный активист
В 1920 году Джордж Мини был избран в исполнительный совет профсоюза водопроводчиков. В 1922 стал профессиональным функционером союза. Сумел установить деловой контакт с работодателями: хозяева воздерживались от увольнений, рабочие — от забастовок и пикетирований.
С 1923 Джордж Мини — секретарь нью-йоркского профсоюза строителей. В 1927 добился по суду отмены локаута, что создало ему общенациональную известность. В 1934 Джордж Мини возглавил Американскую федерацию труда (АФТ) в штате Нью-Йорк. Пролоббировал в легислатуре штата ряд выгодных профсоюзу законов, поддерживал тесный деловой контакт с губернатором Гербертом Леманом.
Политически Джордж Мини поддерживал Демократическую партию и Новый курс Рузвельта. Был одним из основателей Американской рабочей партии — политического крыла АФТ в Нью-Йорке середины 1930-х. Активно поддерживал Франклина Рузвельта на выборах 1936.
С 1939 Джордж Мини — секретарь-казначей АФТ. Во время Второй мировой войны был представителем профсоюзов в Национальном совете войны и труда — федеральном агентстве, регулировавшем трудовые отношения.
Мировоззрение Джорджа Мини основывалось на католической социальной доктрине. В профсоюзной деятельности он продолжал линию Сэмюэла Гомперса. Идеологически и политически был консервативным реформистом и убеждённым антикоммунистом. Рабочее движение Джордж Мини считал частью американской традиции и системы свободного предпринимательства. В принципе он был сторонником социального партнёрства и решения трудовых конфликтов путём переговоров. Забастовки и иные протестные акции допускал как крайний метод борьбы.
В 1945 Джордж Мини организовал бойкот американскими профсоюзами просоветской ВФП. Поддерживал антикоммунистическую кампанию второй половины 1940-х годов. Критиковал Компартию США как «присягнувшую иностранным властям».

Я никогда не был товарищем этим «товарищам».

Джордж Мини

С 1951 Мини постепенно перенимал у пожилого Уильяма Грина функции руководства АФТ.

## Профсоюзный лидер

### Создание АФТ—КПП. Управление профобъединением
В конце 1952, после кончины Грина, Джордж Мини стал президентом АФТ. Возглавив профобъединение, Мини выдвинул инициативу объединения Американской федерации труда с Конгрессом производственных профсоюзов и повёл соответствующие переговоры с председателем КПП Уолтером Рейтером.
Процесс объединения АФТ и КПП растянулся на три года. Многие влиятельные профсоюзные деятели — лидер шахтёров Джон Льюис, лидеры транспортников Джимми Хоффа и Майкл Куилл — по разным причинам выступали против. Однако большинство рядовых членов профсоюзов были сторонниками объединения. Эту поддержку в значительной степени обеспечивал личный авторитет Мини.
В декабре 1955 года совместный съезд в Нью-Йорке учредил единое профобъединение АФТ-КПП с 15 миллионами членов. Председателем АФТ-КПП был избран Джордж Мини.
Популярность Мини в профдвижении основывалась не только на успехах в отстаивании экономических интересов рабочих, но и на его борьбе против коррупции и оргпреступности. Именно последнее было главной причиной конфликта Мини с Хоффой. Особенно проблемными в этом плане были профсоюзы транспортников, текстильщиков, ювелиров, пищевиков. Во второй половине 1950-х Мини инициировал публичные расследования денежных хищений и рэкета, учредил в АФТ-КПП систему контроля и ввёл кодекс профсоюзной этики. Некоторые профбоссы и целые организации были исключены из профобъединения за связи с мафией.
В целом Джордж Мини придерживался консервативных подходов в «профсоюзном бизнесе». Главной задачей профсоюзов он считал выражение интересов и отстаивание текущих потребностей людей физического труда, работающих по найму. При этом он ориентировался прежде всего на рабочих традиционных отраслей. На этой почве у Мини возникали серьёзные разногласия с вице-президентом АФТ-КПП Джеймсом Кэри, представителем профсоюза работников радиоэлектронной промышленности. Кэри был сторонником модернизации профдвижения, активного привлечения белых воротничков, инженеров, менеджеров и даже мелких акционеров-собственников. Мини отстаивал традиционный подход, ограничивая профсоюзный охват в основном рабочими.
Сложные отношения сложились у Джорджа Мини также с Уолтером Рейтером (как и Кэри, выходцем из КПП). Рейтер был недоволен авторитарным стилем Мини в управлении профсоюзом. В 1967 Рейтер покинул руководство АФТ-КПП, впоследствии вывел из объединения профсоюз автомобилестроителей. Вне АФТ—КПП оставались также профсоюзы шахтёров и транспортников.
В декабре 1963 (вскоре после убийства Джона Кеннеди) президент Линдон Джонсон наградил Джорджа Мини Президентской медалью Свободы — «за вклад в развитие профсоюзного движения и распространение свободы во всём мире». Мини был также награждён орденом «За заслуги перед ФРГ».

Подобно Гомперсу, Мини брезговал формально связываться с правительством или политическими партиями. Он верил, что друзей надо награждать, а врагов наказывать. Мясо и картофель, зарплата и условия труда были для него главными проблемами профсоюзного движения.

Он терпеть не мог радикалов, интеллектуальных манипуляторов, хиппи и коммунистов. Как бы резко ни критиковал он бизнес-сообщество и прибыли, он оставался сторонником капиталистической системы и свободного предпринимательства. Он был средним американцем.

### Политические позиции. Антикоммунизм и антисоветизм
Джордж Мини активно поддерживал реформистскую программу президента-демократа Линдона Джонсона Великое общество. Выступал за законодательно утверждённое повышение заработной платы, государственные ассигнования на общественные работы, социальные гарантии наёмным работникам. В 1965 АФТ-КПП приняли резолюцию в поддержку принципов «индустриальной демократии», дальнейшего расширения прав промышленных рабочих. В социальных программах АФТ-КПП того периода усматривались «социалистические тенденции». Джордж Мини, однако, не соглашался с такими оценками и подчёркивал свою приверженность принципам свободного рынка.

Когда ничего нет и нечего терять, можно быть и радикалом. Но когда человек имеет свой дом, он становится консерватором.

Джордж Мини

Во внешней политике Джордж Мини занимал жёстко антикоммунистические и антисоветские позиции. Он безоговорочно поддерживал войну США во Вьетнаме. По его требованию, АФТ-КПП официально поддержали военные усилия администрации Джонсона. Мини мотивировал это прежде всего тем, что победа вьетнамских коммунистов уничтожит в Южном Вьетнаме свободные профсоюзы. (Это был ещё один пункт разногласий Мини с Рейтером, занимавшим антивоенную позицию. В то же время, антикоммунист Кэри в этих вопросах поддерживал Мини.)
Джордж Мини считал антикоммунизм неотъемлемым элементом мировоззрения американского рабочего класса, рассматривал коммунистов как врагов общества. Поддерживал международную антикоммунистическую активность Ирвинга Брауна и Джея Лавстона. Также Мини резко отвергал идеи новых левых. В культурной политике Мини оставался убеждённым консерватором, пренебрежительно относился к идеям 1968 (например, предложения легализовать однополые браки высмеивал как бред и абсурд). В то же время Мини позитивно относился к участию профсоюзов в движении за гражданские права.
На президентских выборах 1972 АФТ-КПП под руководством Джорджа Мини поддержали не демократа Джорджа Макговерна, а республиканца Ричарда Никсона. Мини называл Макговерна «апологетом коммунизма», готовым сдать Вьетнам и капитулировать перед СССР. Однако к президенту Никсону Мини также был настроен критично — из-за уступок СССР и экономической политики, тормозившей рост заработной платы.
В 1975 Мини призвал президента Джеральда Форда направить военную флотилию для эвакуации вьетнамских антикоммунистов. Он резко критиковал Конгресс США за отказ в военной поддержке Южного Вьетнама на последнем этапе войны.
Соблюдать профсоюзные права Джордж Мини требовал не только от государств «соцлагеря». Он поддерживал чилийское профсоюзное движение, выступающее против социальной политики пиночетовской хунты, сотрудничал с Тукапелем Хименесом.
На президентских выборах 1976 Джордж Мини поддерживал демократа Джимми Картера, но уже вскоре после его избрания обвинил нового президента в невнимании к нуждам трудящихся.
Во второй половине 1970-х Джордж Мини выступал как решительный противник политики «разрядки» и договоров между США и СССР. 30 июня 1975 выступил с приветственным словом к выступлению Александра Солженицына перед активом АФТ—КПП.

Мы живём в странное время. В такое время, когда человек, целиком построивший свою политическую карьеру на яром антикоммунизме, может сегодня стать президентом, а назавтра превратиться в главного адвоката односторонних уступок Советскому Союзу. Мы живём в эпоху, когда президент компании «Пепси-Кола» приходит в экстаз от Леонида Брежнева… Я не собираюсь возлагать всю вину за мировые проблемы на Генри Киссинджера, но, в конечном счете, я утверждаю, что вопрос о правах человека на этой земле зависит от силы — экономической, военной, моральной силы Соединённых Штатов Америки. Если мы дрогнем, свобода повсюду пошатнётся.

Джордж Мини

## Отставка и кончина
В августе 1974 Джорджу Мини исполнилось 80 лет. Среди функционеров АФТ-КПП стали высказываться мнения о желательности избрания более молодого лидера. С другой стороны, массы рядовых членов продолжали поддерживать Мини.
В марте 1979 скончалась Эугения Мини, что ввергло старого Джорджа в депрессию. Вскоре после этого он получил серьёзную травму при игре в гольф. Несколько ослаб его контроль над профсоюзом — летом 1979, в отсутствие Мини, руководство АФТ-КПП в целом одобрило заключение американо-советского договора ОСВ-2.
В ноябре 1979 Джордж Мини ушёл в отставку после 57 лет профсоюзной работы и 24 лет руководства АФТ-КПП. Его преемником стал Лейн Керклэнд — принципиальный единомышленник Мини, ранее занимавший должность секретаря-казначея.
Скончался Джордж Мини через два месяца после отставки в возрасте 85 лет. Похоронен у ворот кладбища в Силвер-Спринге. С заявлением по поводу его кончины выступил президент Картер.

## Интересные факты
Джордж Мини был известен пристрастием к курению сигар. На профсоюзных плакатах он обычно изображался с сигарой.
В последние годы жизни Джордж Мини увлечённо занимался любительской живописью и фотографией.
Джордж Мини фигурирует в мультсериале Симпсоны — в серии Bart of Darkness его интервьюирует Клоун Красти.

## Память
В 1994 году к 100-летнему юбилею Джорджа Мини в США была выпущена почтовая марка с его портретом.

Ни один человек не сделал большего для укрепления солидарности и защиты интересов американских трудящихся.

Джо Мэхон, заместитель руководителя Почтовой службы США по трудовым отношениям